# Trivers (poème)
Pour les articles homonymes, voir Trivers.
Le trivers, forme fixe de poème inventée par Guy Foulon, se compose de 3 quatrains :
- Le 1er quatrain est en rimes masculines alternées, le 1er et le 3e vers rimant ensemble ;
- Le 2e quatrain est en rimes féminines alternées, le 1er et le 3e vers rimant ensemble ;
- Le 3e quatrain est en rimes féminines et masculines alternées sans ordre imposé, le 1er et le 3e vers rimant ensemble.

Les mètres préconisés sont l'alexandrin et l'octosyllabe, avec une préférence pour ce dernier, contenant une césure de rigueur.
Son schéma est ABAB-CDCD-EFEF avec rimes mmmm-ffff-mfmf (où « f » est une rime féminine et « m » une rime masculine).